# Шванк
Шванк (нім. Schwank), від середньоверхньонімецької swanc — весела ідея, жарт) — жанр німецької міської середньовічної літератури, аналогічний до французького фабліо, невелика гумористична оповідь у віршах, а пізніше в прозі, часто сатиричного й повчального характеру. Шванк виник в Німеччині на початку XIII століття та близький до жанру новели епохи Відродження.
Зміст їх дуже різноманітний: випадки звичайного життя, оповідання про попів та лицарів, повчальні історії, позичені з книжкових джерел — усе те входило в різнобарвну тканину цих простих оповідань, що звеселяли часи спочинку лицарів та міщан. I так само як у Франції вони своїм реалізмом виступили проти фантастичної літератури лицарства, автори їх з особливою приємністю розповідали про випадки, де здоровий задум міщанина або хитрощі селянина брали верх над грубим насильством феодала, або хитруваннями зажерливого до наживи попа.

## Цикли
Особливо розвинулась сатирична новела в Австрії та Баварії. Австрія вже в XII ст. дала дуже значного сатиричного письменника Гайнріха Мелька; там же
в XIII ст. мав великий успіх Штрікер, якого вважають автором знаменитої сатиричної новели «Про попа Аміса», яка започаткувала цикл веселих шванків «Піп Аміс» (бл. 1230) представлені строкаті деталі німецької дійсності XIII століття, у центрі оповідей стоїть фігура спритного попа, що отримує для себе користь з будь-якої ситуації. У новелі Штрікера, Аміс був попом в Англії, його доброта та чесність викликали проти себе обурення його єпископа. Довідавшись про те, що Аміс багатий, єпископ пропонує йому поділитися грішми, і коли той відмовляється, то єпископ починає присікуватися до нього, питає його про різні речі й на ці запити піп відповідає дотепно, нарешті єпископ задає завдання — вивчити осла грамоти. Аміс не лякається цього. Він бере требник, розсипає між його листами зерна вівса й осел дуже гарно перекидає листки, немов би то справді читав; коли зерен не стало, осел заревів на все горло; піп пояснив єпископові, що осел виголошує літеру А.
Не останню роль відіграє в німецьких шванках селянин, репрезентант хитрощів та здорового глузду, що побиває цією зброєю привілейовані класи. До кінця XIV або початку XV ст. належить цілий сатиричний роман, де головну роль відіграє дуже хитрий селянин Тіль Айленшпіґель, цинік та глузівник, що весело марнував своє життя, живучи коштом обдурюваних ним людей. Жертвами його шахрайств та глузувань стають вищі класи суспільства, до яких автор відноситься як найбільш ворожо.
Таке групування шванків у цикли (нім. Schwanksammlung) знайшло поширення і в інших авторів, особливо після появи в 1555 році циклу шванків «Rollwagenbüchlin» Й. Вікрама. З XIII століття шванки часто використовували, як приклади в проповідях чи в школі. Ця традиція збереглася в навчальній системі Німеччини до XVIII століття. У XIX столітті в німецькій літературі під впливом середньовічних шванків виник жанр драматичного шванка (напр. Ф. і П. Шьонтан: «Викрадення Сабінянок» (нім. Raub der Sabinerinnen, 1885), або Л. Тома «Місцевий поїзд» (нім. Die Lokalbahn, 1905).